# Þverárjökull
Þverárjökull är en glaciär i republiken Island. Den ligger i regionen Norðurland eystra, 230 km nordost om huvudstaden Reykjavík.
Runt Þverárjökull är det mycket glesbefolkat, med 3 invånare per kvadratkilometer. Trakten runt Þverárjökull är permanent täckt av is och snö.